# Chiesa di San Martino (Padula)

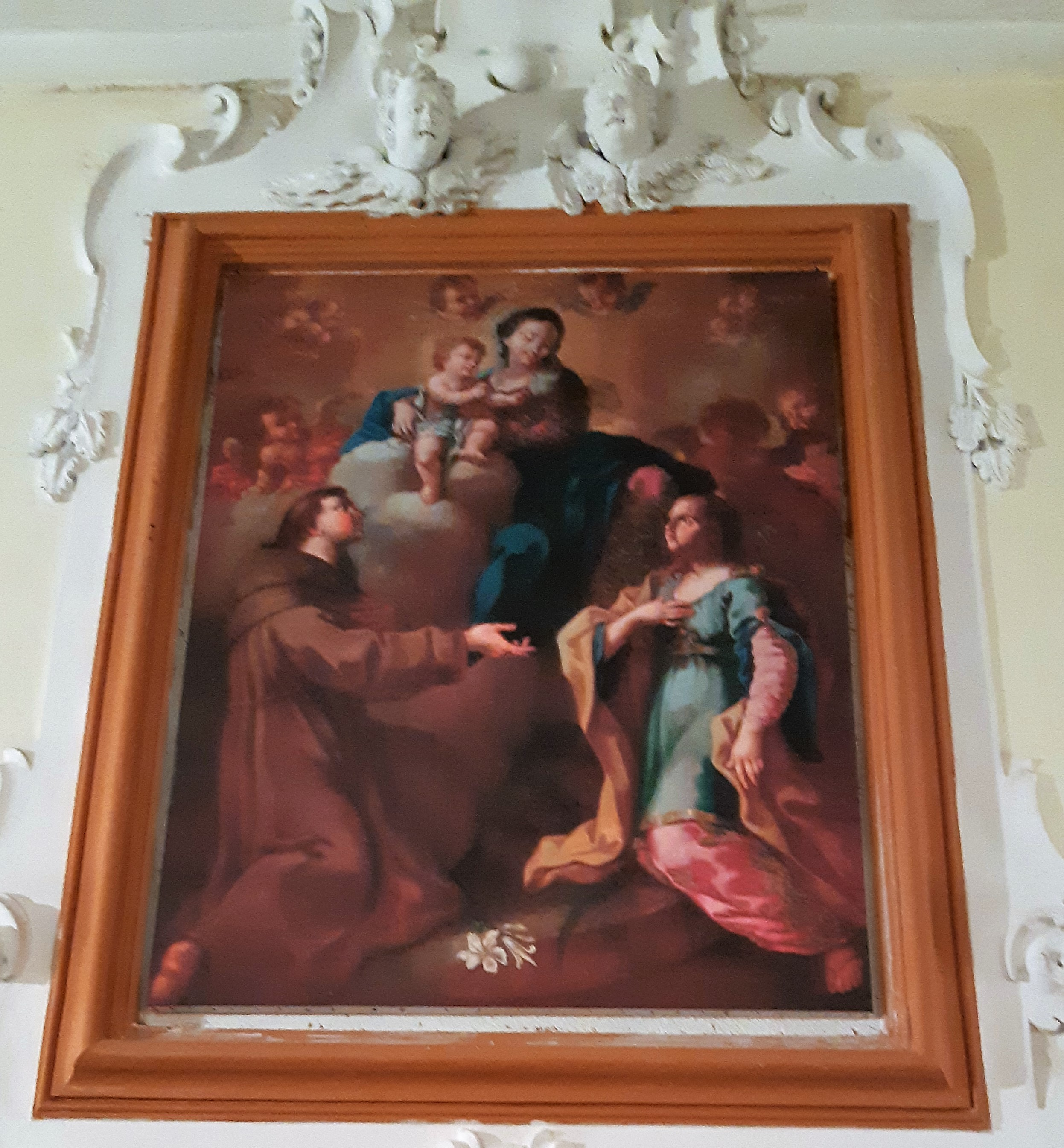
Tela raffigurante Sant'Antonio, Madonna con Bambino e Santa Caterina.

La chiesa di San Martino è uno dei più antichi edifici religiosi di Padula, in provincia di Salerno.

## Storia
La chiesa è tra i monumenti più importanti di Padula: essa è situata nel cuore del rione del Tuorno (lo Gerone), di cui si ha documentazione nel 1292. Nel 1498 viene annessa alla chiesa matrice di San Michele Arcangelo, come una delle nove parrocchie del paese. Essa conserva ancora oggi le caratteristiche e l'integrità originale.

## Architettura e arte

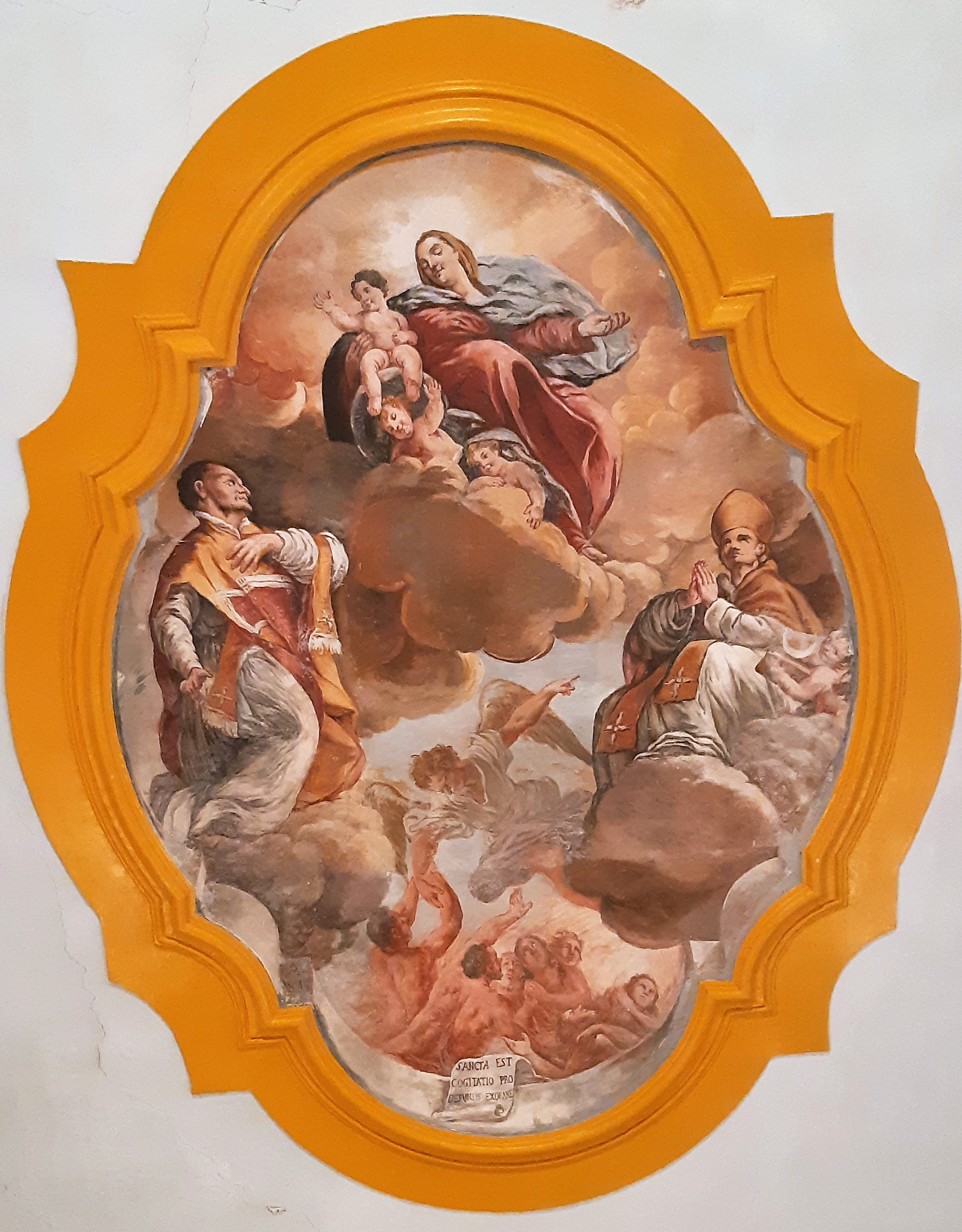
Particolare della volta, con affresco di San Martino, Maria Assunta in cielo e Bambino e un abate.

### Pianta e struttura
La pianta dell'edificio è di struttura rettangolare, a navata unica, con un'abside semicircolare, orientata a sud, dietro alla quale è situata l'antica sacrestia. La navata è divisa in tre campate, sostenute da contrafforti e archi a sesto acuto, che reggono la copertura a due spioventi. Le travature sono di carattere quattrocentesco. L'altare è coperto da una struttura in materiale misto, con l'immagine dipinta di San Martino di Tours. Il soffitto è piano, la copertura è inclinata con falde ricoperte da tegole. L'ingresso è più alto rispetto al piano di cinque gradini ed è costituito da un portale in pietra scolpita, risalente al 1750, e incassato a parete.

### Caratteri artistici e arredi
Il piccolo presbiterio è circondato da un coro ligneo del cinquecento, con sei stalli, ad opera di artigiani locali, in cui è incassato l'altare maggiore, realizzato nella caratteristica pietra di Padula. Esso era sormontato da un quadro rappresentante la gloria di San Martino.
Un secondo dipinto raffigurava Sant'Antonio, la Madonna col Bambino e Santa Caterina da Siena. Dai documenti delle visite pastorali avvenute per oltre un secolo, dal 1616 al 1797, si informa dell'esistenza di un altare dedicato a Santa Sofia. Sopra l'organo sono situate tre statue «antichissime e logore»: la Vergine Maria e l'Arcangelo Gabriele.
La volta ha tre affreschi: il primo rappresenta San Michele come un guerriero che impugna la spada per debellare Lucifero, cui sotto è raffigurata l'iscrizione latina "Similis ero" (Sarò come Dio). Il secondo affresco, del 1812, raffigura Maria Assunta in cielo con Bambinello, che protende le braccia verso San Martino e un altro diacono (presumibilmente l'abate dell'epoca o il committente del dipinto). Il terzo, anch'esso del 1812, rappresenta San Filippo Neri, attribuito ad artisti locali.